# Пјетро Крешенци
Пјетро Крешенци (Pietro Crescenzi, 1230/35-1320) правник из Болоње и писац о пољопривреди, сенатор и образовани истраживач. Написао је велико дело Liber ruralium commodorum (Књига сеоских користи) око 1300. које је штампано 1471. (и касније). То је пољопривредна енциклопедија која поред сопствених истраживања обухвата и искуства Варона, Паладијуса и Катона, а највише Колумеле и Алберта Великог. Поред овога објавио је још једно значајно дело De omnibus agriculturae partibus et de plantarum et animalium generibus (О свим деловима пољопривреде и о биљним и животињским врстама). 

## Liber ruralium commodorum (Књига сеоских користи)
Структура и садржај дела у основи се заснива на делу Колумеле De re rustica, написаном у првом веку нове ере, иако оно није било доступно Крешенцију и било је познато само у фрагментима док потпуна верзија није откривена у једној манастирској библиотеци између 1414. и 1418. Крешенци цитира Колумелу дванаест пута, преко индиректних навода преузетих из Opus agriculturae Рутилија Тауруса Емилијануса Паладијуса. Попут Колумеловог De re rustica и Liber ruralium commodorum је подељен на 12 делова: 
1. Положај и распоред имања, виле или пољопривредног добра, зависно од климе, ветрова и водоснабдевања; такође и дужности старешине имања
2. Ботаничка својства биљака и хортикултурне технике
3. Пољопривреда житарица и изградња амбара
4. Лоза и винарство
5. Арборикултура - дрвеће корисно за храну и лекове
6. Хортикултура - биљке корисне за храну и лекове
7. Газдовање ливадама и шумама
8. Вртови задовољства
9. Сточарство и пчеларство
10. Лов и риболов
11. Општи резиме
12. Месечни календар задатака[2]

## О вртовима
У свом делу Крешенци прави оштру разлику између мале баште, од два до четири рала (0,5-1 ha), и вртова краљева и других богаташа. Први су само за корист, а њихови производи не иду даље од Геопонике и других древних списа.

### Мале баште
Жива ограда од трњине или црвене и беле руже је уоколо, као платно, а испред ње би требало да буде ров. Унутра су засађени редови јабуке и крушке, а у топлијим деловима палме и лимуни, такође дудови, вишње, шљиве и друго дрвеће, као што су смокве, ораси и бадем. Сви треба да су одвојени једни од других у пажљиво направљеним једнаким редовима, али између њих може да расте лоза. Остатак земљишта може да буде травна ливада, чије траве ће бити високе после кише, што није добро, па се два пута годишње мора косити, да се ливада задржи у бољем стању. Такође у појединим деловима могу се поставити перголе да служи као нека врста павиљона.

### Велики вртови
У плановима за вртове богатих, који могу да имају 20 рала или више - колико год они желе – и опасани су високим зидом, захтеви су сасвим другачији. Према северу треба да постоји шипражје високог дрвећа, где би биле дивље звери, а на југу палатa, где богаташ и његова жена могу да проводе време, кад год желе да побегну од озбиљних мисли, да се освеже и буду срећни. Крешенци, уважавајући италијанску климу, бира то место, тако да постоји пријатни хлад, а поглед ка врту не квари бљесак Сунца. Он даље предлаже рибњак, и кавез за птице у близини палате. У другим деловима врта може да се засади више жбунова, где би боравиле припитомљене животиње. Али он је веома привржен свом ставу да не дозволи да високо дрвеће блокира поглед из палате ка шипражју на крају врта, и тако спречи да људи виде животиње које су тамо. Изградња летњиковаца, треба да је једноставна од дрвета, са различитим ходницима и просторијама, тако да може да се користити по влажном и по сувом времену.
Препоручује посебне одељке са вишњама или јабукама, садњу врбa и брестова, чије гране се могу везивати уз кочиће, стубове, или шипке, док се не формирају кров и зидови. Да би се употпунила структура може се користити суво дрво преко кога се густо пружа винова лоза. Врт се такође може улепшати зимзеленим дрвећем, али оно мора да има строги распоред, а различите врсте морају бити одвојене, тако да све буде беспрекорно.
На другом месту Крешенци препоручује орезано дрвеће, и каже да вртови и ровови могу да буду опасани зеленим дрвећем орезаним у облику зидова, палисада и купола. Упркос чињеници да је све по плану и реду, открива се приближавање живописној форми, која припрема пут за рану ренесансу. Крешенци жели да буде учитељ, дајући практичне савете и упутства.